# 阿特拉斯 (加利福尼亞州)
阿特拉斯是美國加利福尼亞州納帕縣一個非建制地區，海拔為524米（1719英尺）。當地距離瓦卡山（Mount Vaca）西北偏北約8英里（13），以及距離阿特拉斯峰（Atlas Peak）東南偏南約1.5英里（2.4）。阿特拉斯以附近的阿特拉斯峰命名，並建立了一個度假勝地社區。另一方面，該處曾經於1893年開設一個郵政局，但最後在1934年關閉。